# Octodon lunatus
Octodon lunatus is een zoogdier uit de familie van de schijnratten (Octodontidae). De wetenschappelijke naam van de soort werd voor het eerst geldig gepubliceerd door Osgood in 1943.

## Voorkomen
De soort komt voor in Chili.